# Сен-Ром-де-Тарн (кантон)
Сен-Ром-де-Тарн (фр. Saint-Rome-de-Tarn) — кантон во Франции, находится в регионе Юг — Пиренеи, департамент Аверон. Входит в состав округа Мийо.
Код INSEE кантона — 1235. Всего в кантон Сен-Ром-де-Тарн входят 8 коммун, из них главной коммуной является Сен-Ром-де-Тарн.

## Коммуны кантона
| Коммуна              | Население, чел. (1999) | Почтовый индекс | Код INSEE |
| -------------------- | ---------------------- | --------------- | --------- |
| Брокье               | 678                    | 12480           | 12037     |
| Брус-ле-Шато         | 163                    | 12480           | 12038     |
| Ле-Кост-Гозон        | 174                    | 12400           | 12078     |
| Лестрад-э-Туэль      | 454                    | 12430           | 12129     |
| Ле-Трюэль            | 369                    | 12430           | 12284     |
| Сен-Виктор-э-Мельвьё | 329                    | 12400           | 12251     |
| Сен-Ром-де-Тарн      | 715                    | 12490           | 12244     |
| Эйсен                | 226                    | 12430           | 12017     |

## Население
Население кантона на 1999 год составляло 3 108 человек.
| 1962  | 1968  | 1975  | 1982  | 1990  | 1999  | 2006 | 2007 |
| ----- | ----- | ----- | ----- | ----- | ----- | ---- | ---- |
| 3 711 | 4 259 | 3 720 | 3 546 | 3 203 | 3 108 | —    | —    |